# 7329 Bettadotto
7329 Bettadotto è un asteroide della fascia principale. Scoperto nel 1985, presenta un'orbita caratterizzata da un semiasse maggiore pari a 2,6803722 UA e da un'eccentricità di 0,1113439, inclinata di 12,43437° rispetto all'eclittica.
Il suo nome è dedicato a Elisabetta Dotto, astronoma dell'INAF presso l'Osservatorio astronomico di Roma.